# Wesoły chłop
Wesoły chłop (niem.: Der fidele Bauer) – operetka Leo Falla w trzech aktach z 1907 roku. Premiera miała miejsce 27 lipca 1907 roku w Mannheimie. Libretto zostało napisane przez Victora Léona.

## Historia utworu
Leo Fall debiutował pod koniec 1905 roku operetką Buntownik w Theater an der Wien. Premiera zakończyła się skandalem a sztuka po pięciu przedstawieniach została zdjęta z afisza. Oznaki talentu w muzyce młodego kompozytora dostrzegł librecista Victor Léon. Podczas ostatniego przedstawienia Buntownika biegał wśród rzędów parteru, łajał słuchaczy, że są głusi i wołał: Brawo Leo Fall!. Nazajutrz zaproponował Fallowi swoje libretto Die lieben Kinder. Motywacje Léona były kwestionowane, zarzucano mu, że chciał się pozbyć niechodliwego tekstu wykorzystując naiwność młodego kompozytora. Niewątpliwie kiedy gotowy utwór pod zmienionym tytułem Der fidele Bauer (Wesoły chłop) został przedstawiony dyrektorom wiedeńskich teatrów, a ci odmówili jego wystawienia, Léon włożył w wiele trudu i pieniędzy w doprowadzenie do premiery operetki. Dyrektor Theater an der Wien Karczag i jego koledzy twierdzili, że po sukcesie rozgrywającej się na salonach Wesołej wdówki, ckliwa wiejska historia, z chłopami kurzącymi faje nie znajdzie powodzenia u publiczności. Léon nie dał jednak za wygraną. Zaryzykował część swoich tantiem z Wesołej wdówki wynajmując na letni sezon teatr w Mannheimie i zorganizował festiwal, którego główną atrakcją miała być prapremiera Wesołego chłopa.

## Treść
Akcja utworu rozgrywa się w Oberwang austriackiej wsi w Alpach, w której mieszka stary, pogodny i poczciwy chłop, Mateusz Scheichelroither. Mateusz ma syna Stefana. Umierającej żonie obiecał wykierować go na księdza. Syn ma jednak inne zamiary: studiuje w Wiedniu medycynę. Na studiach poznaje córkę tajnego radcy sanitarnego von Grumowa i żeni się z nią. Nie przyznaje się jednak do swego chłopskiego pochodzenia, do starego ojca i wiejskich przyjaciół. Nie zaprasza też na ślub ani ojca, ani siostry Annamirl. W kilka miesięcy później chłopi z Oberwang z wiejskim bogaczem, ojcem chrzestnym Stefana, Lindobererem przybywają do Wiednia, nie przeczuwając zmian, jakie w międzyczasie zaszły. Dochodzi do zabawnych, lecz i wzruszających sytuacji, gdy spotykają się dwa odrębne światy. Wszystko ostatecznie kończy się dobrze dzięki mądrości, wyrozumiałości i pogodzie ducha tytułowego bohatera, który ratuje od rozpadu małżeństwo syna i doprowadza do ślubu syna Lindoberera, Wincentego z Annamirl.

## Losy sceniczne
Premiera miała miejsce 27 lipca 1907 roku. Główne role zagrali Louis Treumann (Mateusz), Max Pallenberg (Lindoberer) i młody Hubert Marischka (Wincenty). Sukces opery był ogromny. Publiczność szalała oklaskując każdy numer. W muzyce Falla brzmiał nowy niewymuszony ton, równie daleki od maniery operowej, jak i banalnych piosenek śpiewanych po winiarniach. Dawał słuchaczom prostą melodię nie rezygnując z wielkich polifonicznych efektów ansamblowych. Doskonale kreślił charaktery. Krytycy chwalili  nazajutrz zręczność, z jaką Fall rozmieścił akcenty pogody i sentymentu. Léon zaryzykował ponownie zmieniając repertuar swego festiwalu: przez resztę sezonu co wieczór wystawiał Wesołego chłopa. Przez 27 wieczorów widownia była pełna. Po sukcesie w Mannheimie Karczag zapewnił sobie prawo do wystawienia operetki w Theater an der Wien, a znana agencja berlińska wykupiła prawa wydawnicze na cały świat. Gdy wręczano Fallowi czek na 30 tysięcy marek miał powiedzieć: ależ tyle pieniędzy w ogóle nie istnieje. Pół roku po premierze Wesoły chłop wszedł do repertuaru wszystkich scen niemieckich, a Leo Fall stał się bogatym i sławnym kompozytorem. Wydaje mi się – pisał do ojca – że wpadłem do garnca ze złotem.  Teraz muszę te parę moich groszy ściskać w garści i oszczędzać, aż uzbieram milion.